# Xpdf
Xpdf is een programma voor het bekijken van pdf-bestanden onder X Window System en Motif. Het programma is geschreven in C++ en is vrij beschikbaar onder de GPL. Het is ontwikkeld door Foo Labs.